# Bernard Leach

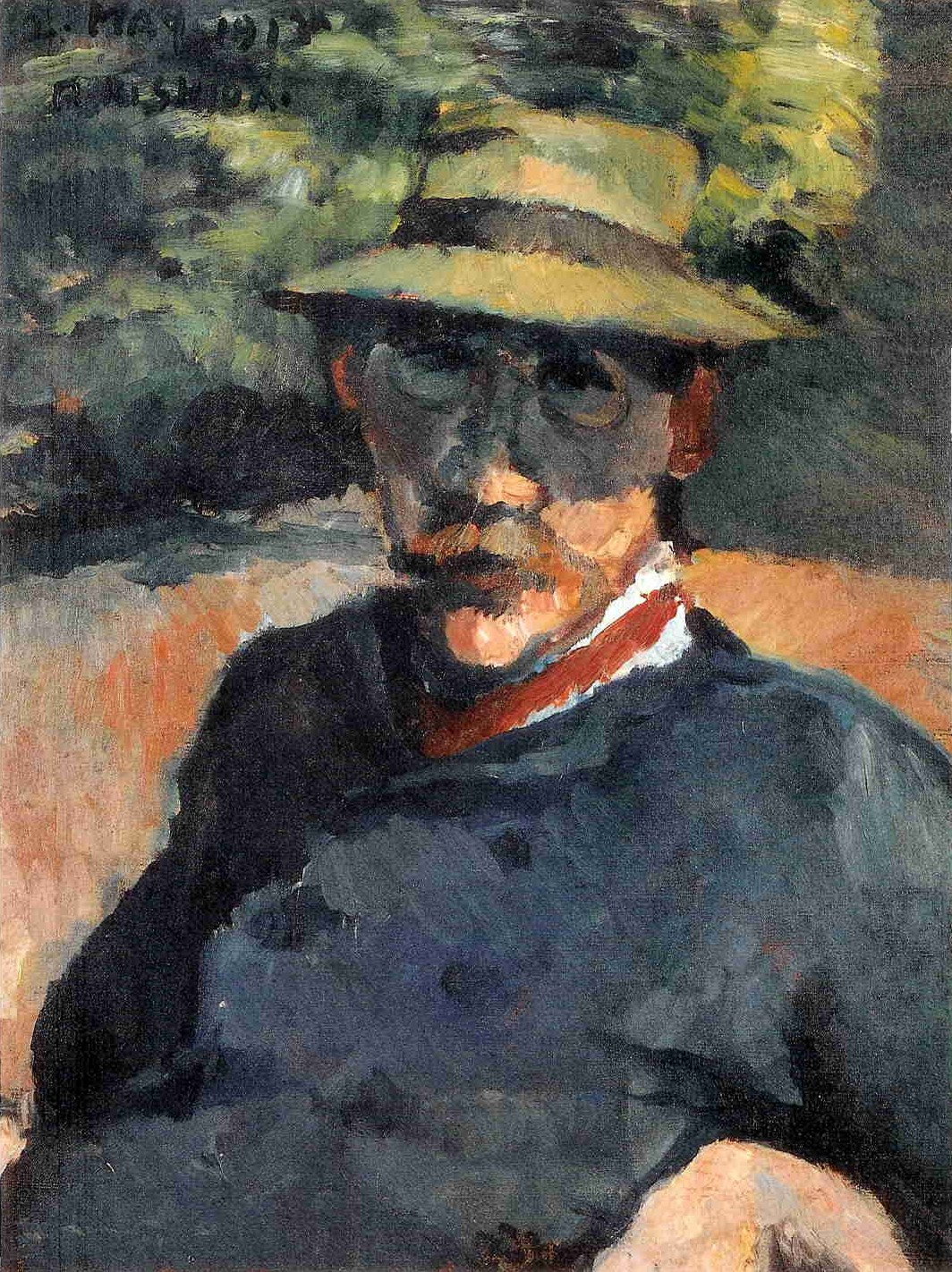
Leach, gemalt von Kishida

Bernard Howell Leach (japanisch リーチ・バーナード, Rīchi Bānādo; * 5. Januar 1887 in Hongkong; † 6. Mai 1979 in St Ives, Cornwall) war ein britischer Töpfer mit enger Beziehung zu Japan und Verfasser von Büchern zur Töpferei.

## Leben
Leach wurde in Hongkong als Sohn eines Rechtsanwalts geboren. Seine Mutter starb kurz nach seiner Geburt, so dass er nach Japan gebracht wurde, wo seine in Kyōto lebenden Großeltern ihn für einige Zeit übernahmen. 1890 heiratete sein Vater wieder, und der junge Bernard kehrte nach Hongkong zurück. Es folgte 1887 ein Umzug nach Singapur, wo sein Vater eine Position als Richter erhielt. Schließlich nahm ein Onkel Bernard ihn nach England, wo er in der Nähe von Windsor seinen Schulabschluss machte.
Ab 1903 besuchte Leach die Slade School of Fine Art und studierte unter Henry Tonks. Nach dem Tode seines Vaters 1904 begann er eine Banklehre, nahm dann aber doch wieder das Kunststudium an der London School of Arts auf. Dort studierte er unter Leitung von Frank Brangwyn Radierung, er begann, angeregt durch die Bücher Lafcadio Hearns, sich mit Japan zu beschäftigen. So freundete er sich mit Takamura Kōtarō an, der ebenfalls an der Kunstschule studierte, erweiterte seine Kenntnisse über das Land und beschloss, dort tätig zu werden.
April 1909 traf Leach in Nagasaki ein und reiste weiter nach Tokio. Dort bezog er ein Haus im Stadtteil Sakuragi-cho (Ueno) und begann Radierung zu unterrichten. Er nahm Kontakt auf zu Mitgliedern der Künstlergruppe Shirakaba ("Die Birke"), Herausgeberin der gleichnamigen Zeitschrift Shirakaba, traf den Schriftsteller Mushanokōji Saneatsu, den Volkskundler Yanagi Sōetsu (1889–1961), den Schriftsteller Shiga Naoya und andere. Zu seinen Schülern zählten Kishida Ryūsei, Satomi Ton und Kojima Kikuo.
1910 begann die Freundschaft mit Tomimoto Kenkichi (1886–1963), mit dem Leach ab 1911 Töpferei unter Ogata Kenzan VI. studierte und in dem Jahr das Studium auch mit einem Diplom abschloss. Ab 1913 gestaltete Leach Umschlagseiten für die Shirakaba und die Zeitschrift, „Fyūzan“. 1914 folgte die erste Ausstellung seiner Keramik in Tokio. Dann führte seine Bewunderung des preußischen Philosophen und Kunstsachverständigen Alfred Westharp in Peking dazu, dass er mit seiner Familie 1915 nach Peking übersiedelte.
1916 besuchte Yanagi Leach in Peking und drängte ihn, nach Japan zurückzukehren. Zurückgekehrt erwarb Leach Kenzans Brennofen und baute ihn auf Yanagis Grundstück in Abiko, in der Nähe von Tokio, wieder auf. 1917 besuchte Leach Tomimoto in Kyōto, 1919 gab es ein erstes Zusammentreffen mit Hamada Shōji in Abiko. Als Leachs Brennofen zerstört wurde, bot ihm der Maler Kuroda Seiki sein Grundstück für einen neuen Ofen an.
1920 hatte Leach eine Einzelausstellung in Osaka, was er mit einem Besuch bei dem Töpfer Kawai Kanjirō (1890–1966) verband. In dem Jahr kehrte Leach zusammen mit Hamada nach England zurück, wo er eine Töpferei in St. Ives (Cornwall) einrichtete. Mit finanzieller Unterstützung durch Margery Horn baute Leach den ersten Ofen in Europa mit steigenden Brennkammern (Hangofen), wie sie für Ostasien typisch waren.
Nach Ausstellungen 1921 und 1922 in England folgte 1923 eine Einzelausstellung in Tokio, Shirakaba publizierte eine Sonderausgabe über ihn. 1923 kam auch der erste Schüler zu Leach. 1929 besuchten Yanagi und Hamada, der 1923 nach Japan zurückgekehrt war, Leach in England. Leach wird gewähltes Mitglied der Kokugakai (Association of National Painting).
Es folgen weitere Ausstellungen. 1933 veranstaltete die Kokugakai eine Retrospektive in Japan, die Zeitschrift Kōgei gab eine Sondernummer heraus. 1934 besuchte Leach Japan, traf seine alten Freunde und nutzte deren Öfen für eigene Arbeiten. 1949 stellte Leach in Skandinavien aus, 1950 hielt er sich vier Monate in den USA auf. 1953/54 war er wieder in Japan, reiste durchs Land und arbeitete an verschiedenen Öfen. 1961 gab es eine große Retrospektive in London und wieder einen Besuch in Japan, wo er an der Eröffnung des Gebäudes für Keramik des Ohara Museums in Kurashiki teilnahm.
1962, zurück in England, wurde er zum Commander of the Order of the British Empire (CBO) ernannt. 1964 besuchte er das Treffen der japanischen Kunsthandwerker in Okinawa. Er nutzte den Aufenthalt, um die klassischen japanischen Künstler wie Ogata Kōrin und Ogata Kenzan zu studieren. Er begann auch, ausgewählte Schriften seines 1961 verstorbenen Freundes Yanagi ins Englische zu übertragen. 1969 folgte die zehnte Reise nach Japan, der noch weitere folgten.
1977 fand eine Retrospektive im Victoria and Albert Museum statt: The Art of Bernard Leach. 1979 starb Leach im Alter von 91 Jahren. 1980 fand eine große Gedächtnisausstellung in Japan statt mit Leihgaben des Britischen Museums und von Sammlern. Von 2020 bis 2021 war die Ausstellung Kai Althoff goes Bernard Leach in London zu sehen.

## Galerie

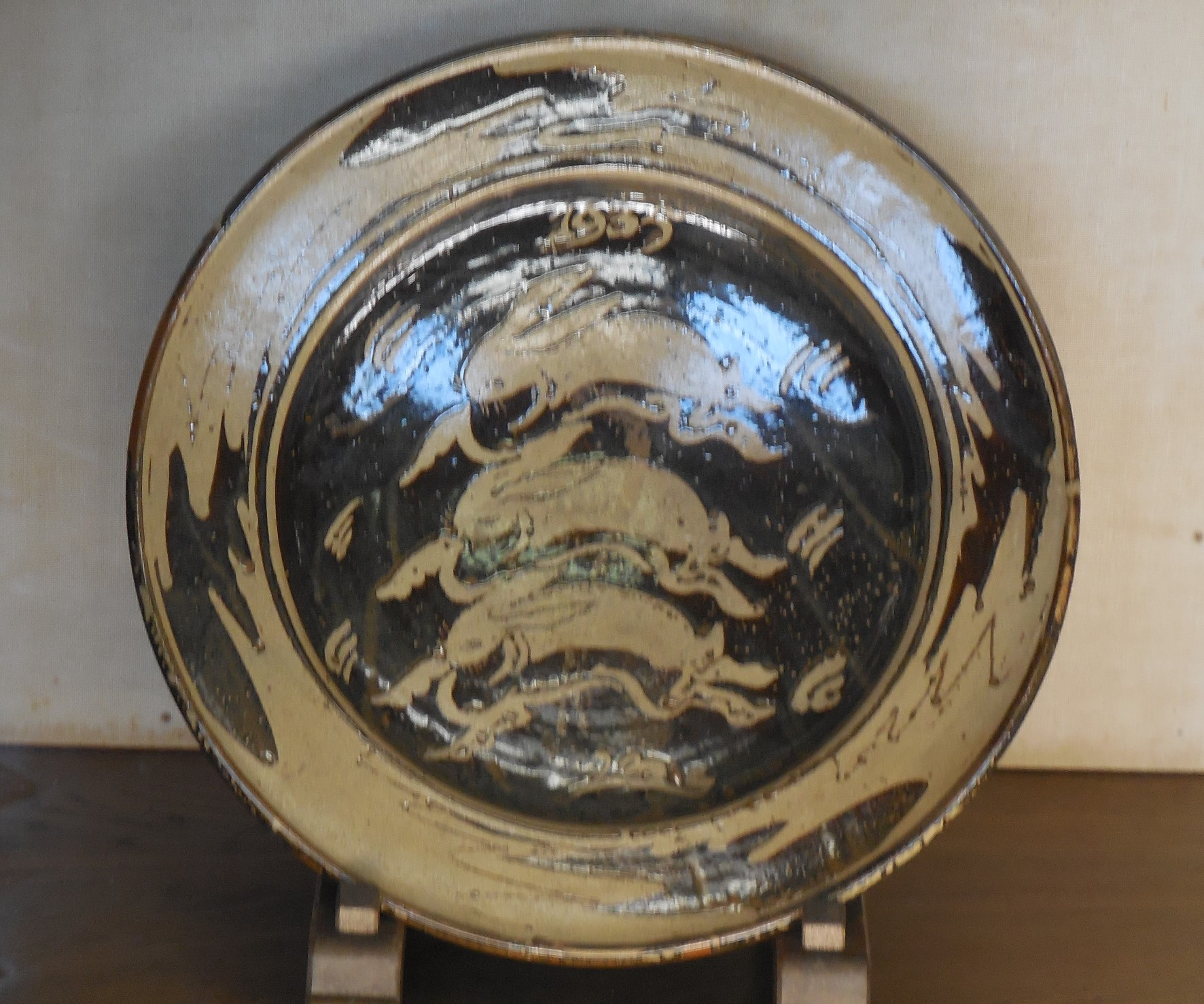
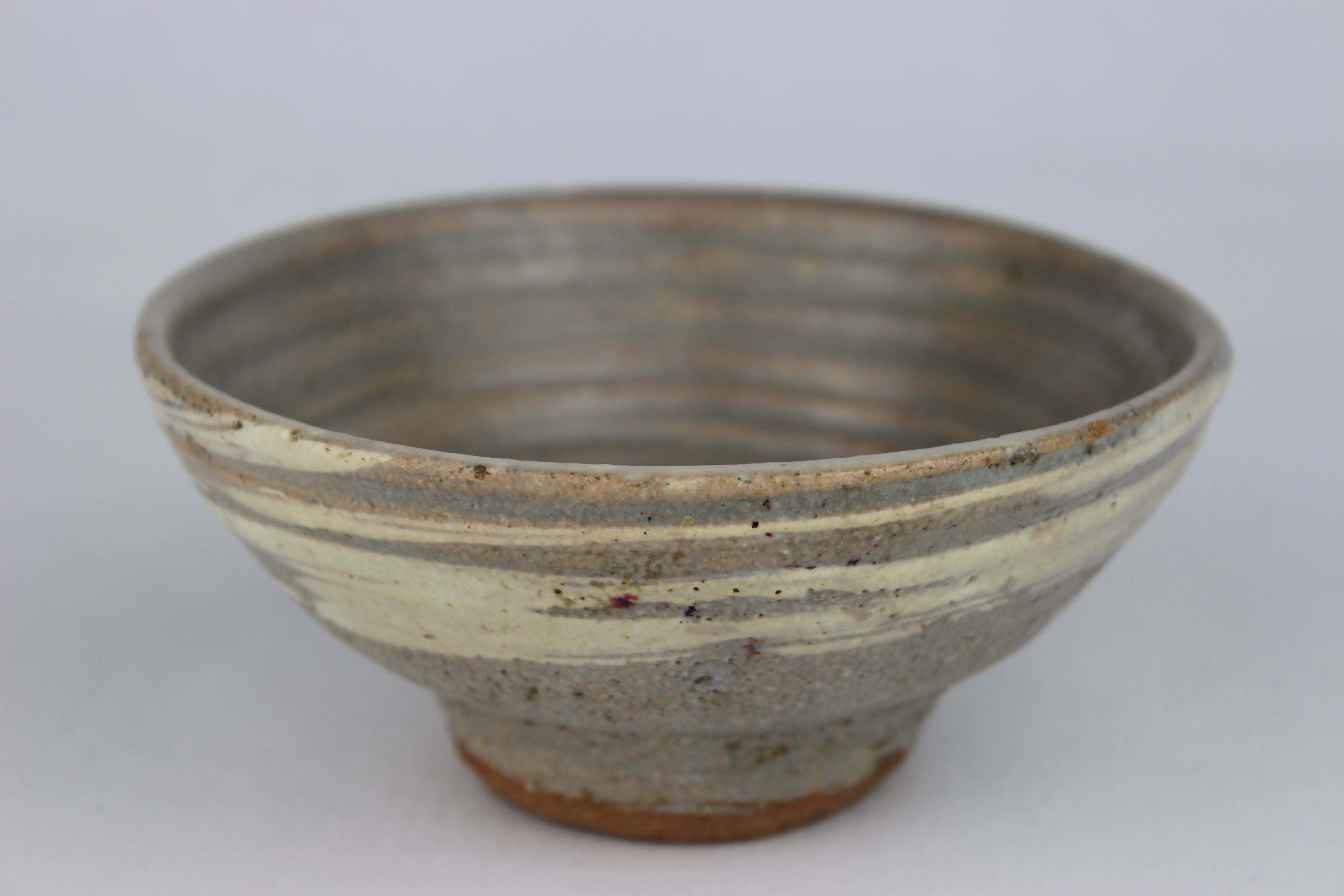
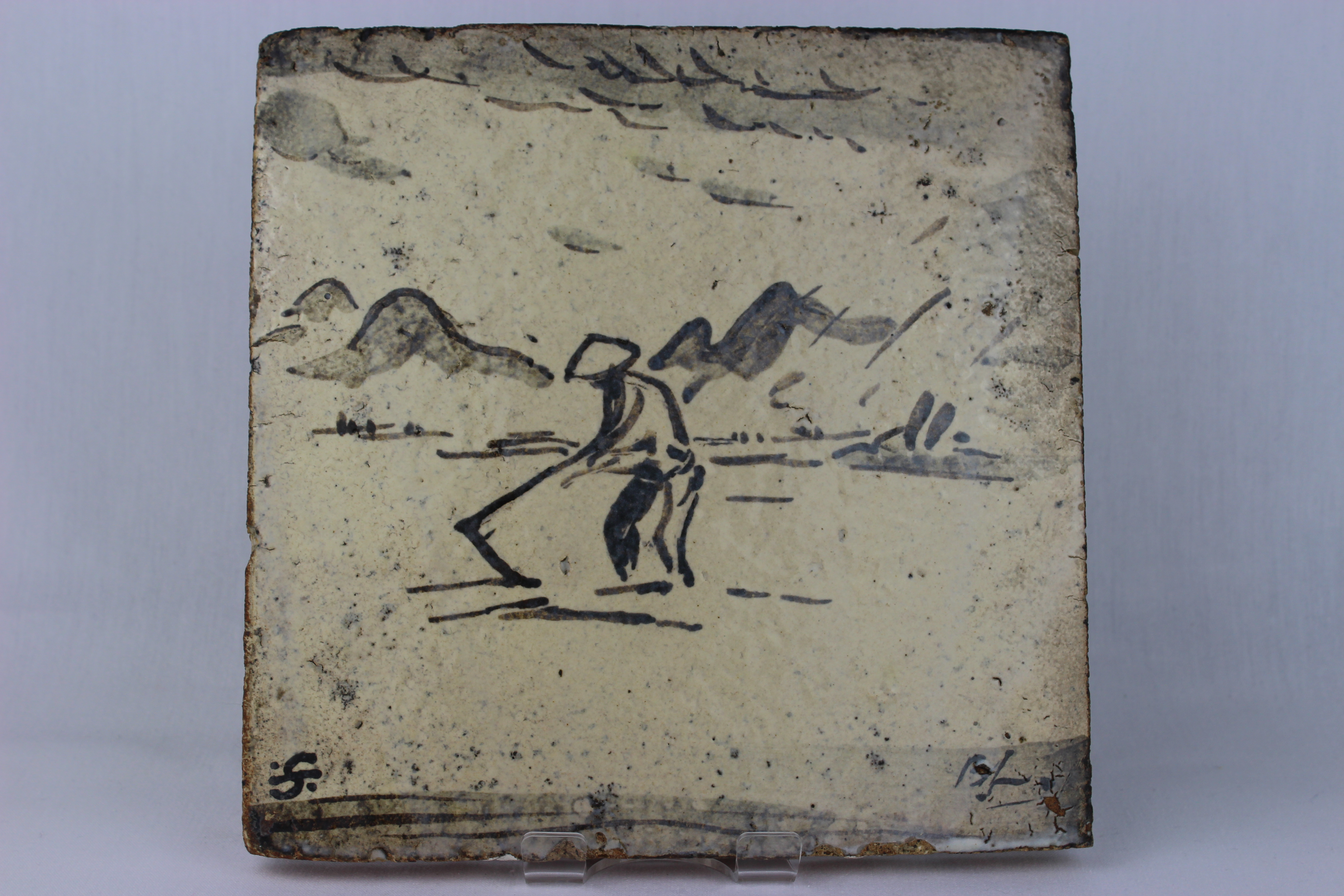
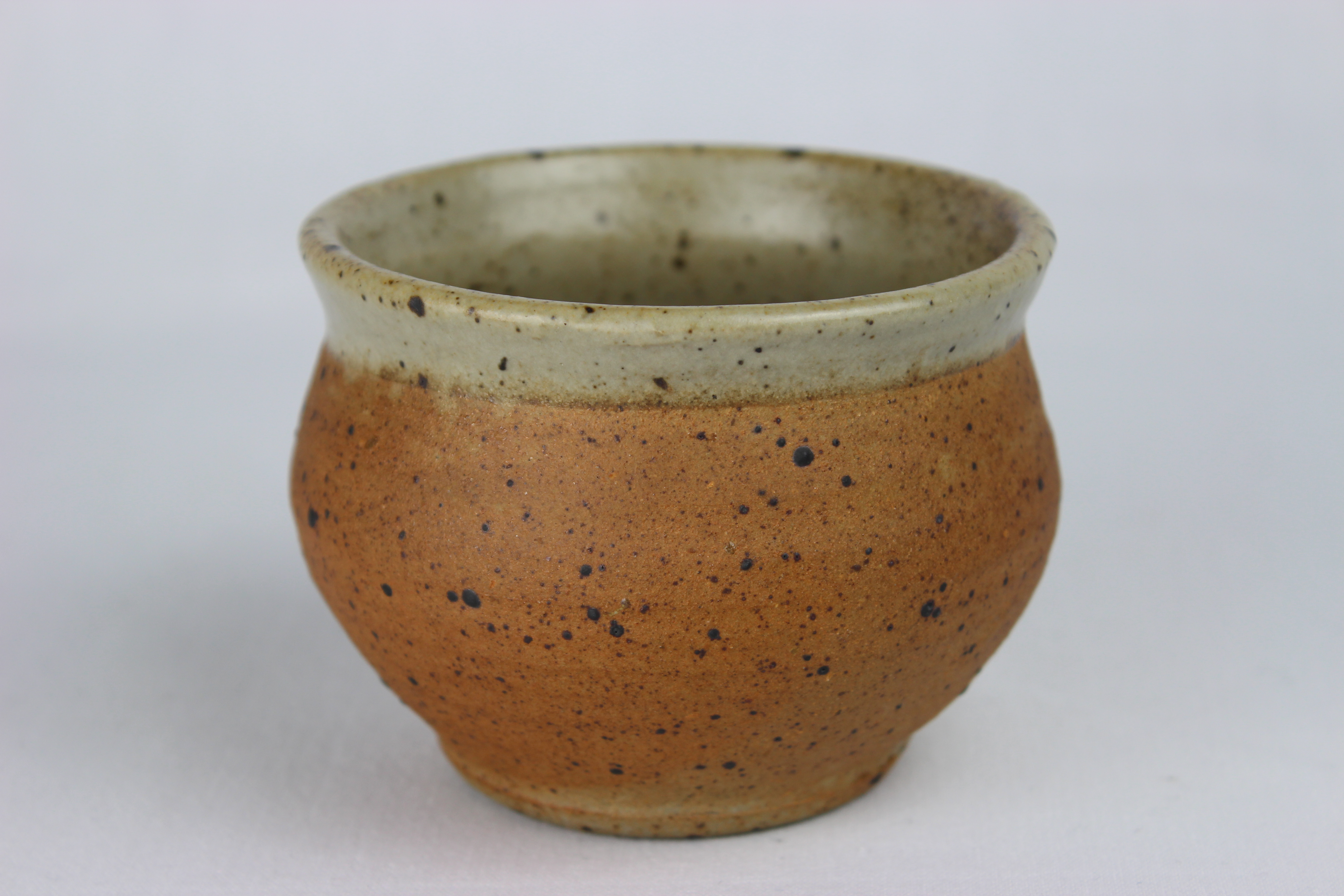
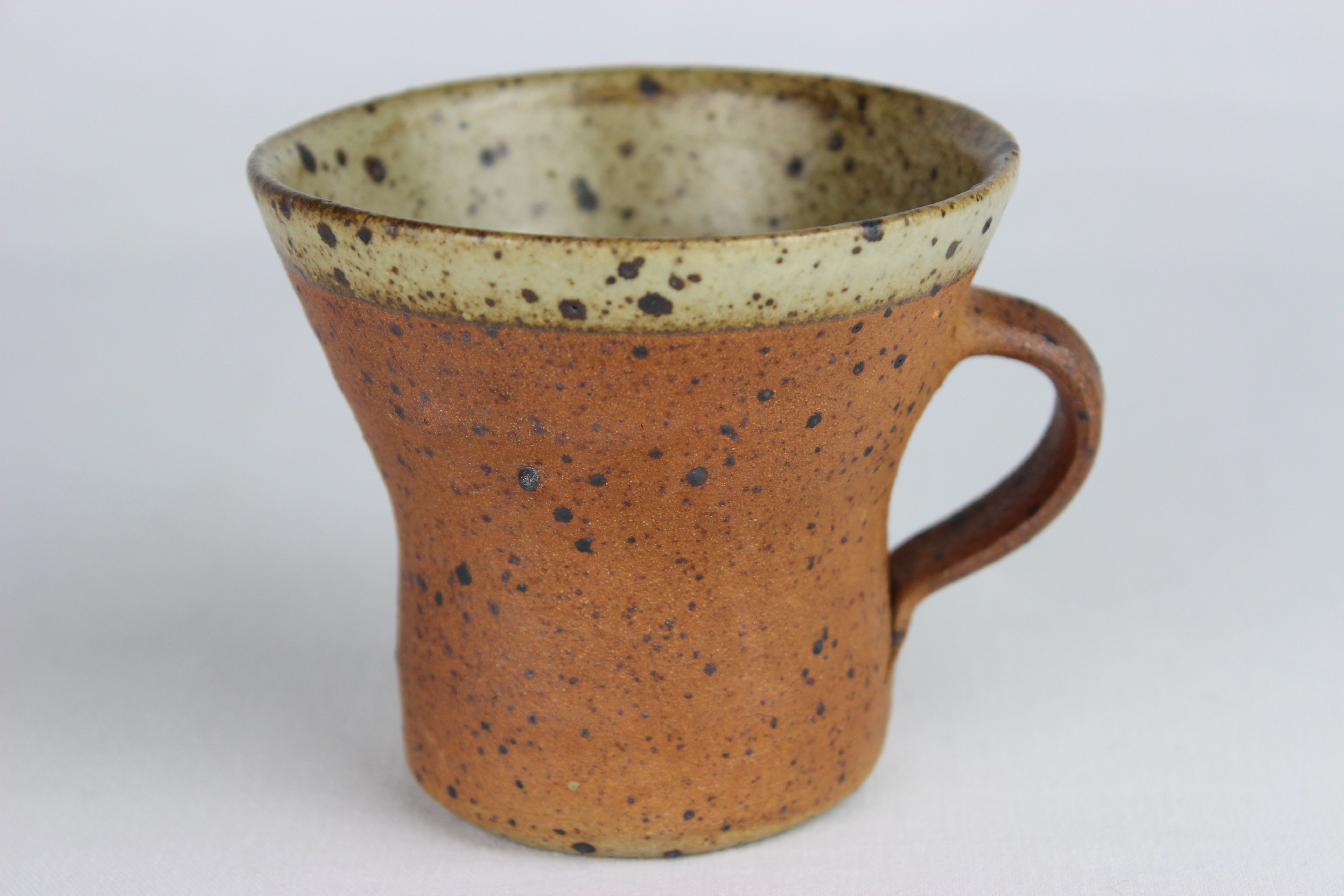

## Publikationen (Auswahl)
- A Potter’s Book (1940)
- The Leach Pottery 1920–1946 (1946)
- A Potter’s folio (1951)
- A Potter in Japan (1960)
- The Unknown Craftsman (Englische Übersetzung von Yanagis Schriften) (1972)
- Hamada: Potter (1975)
- A Potter’s Challenge (1976)